# 미스터리라 하지 말지어다
《미스터리라 하지 말지어다》(일본어: ミステリと言う勿れ, 영어: Do not say mystery)는 타무라 유미의 일본의 만화 작품. 제1화는 타무라가 〈월간 플라워스〉(쇼가쿠칸)에서 연재 중이었던 〈7SEEDS〉과 병행하여 78 페이지에 걸쳐 비교적 긴 단편으로 2017년 1월호부터 게재됐다.
제1화에 해당하는 단편은 주인공의 쿠노 토토노가 자신에게 혐의가 걸린 살인 사건의 내용을 조사하는데 걸리는 형사들의 이야기에서 읽어 내고, 취조실에서 추리하는 안락 의자 탐정의 양상이 채택되었다. 타무라는 제1권 후기 만화에서 본작을 “무대극을 의식한 폐쇄 공간에서 주인공이 오로지 말하는 것만 만화이다”라며, 이를 만화 형식으로 제작하는 기대와 불안이 혼재한다고 말했다. 그 후, 타무라는 〈7SEEDS〉의 연재를 종료하고, 2018년 1월호에서 재차 본작의 연재를 시작했다.
2022년 1분기 후지 TV 계열 〈월9〉 시간대에서 스다 마사키 주연으로 드라마화 예정이다.

## 등장 인물
쿠노 토토노
본작의 주인공이자 형사 역. 대학생. 뽀글 천연 파마 머리와 무뚝뚝한 얼굴이 특징적인 청년. 친구도 여자친구도 없고 주말에 카레를 만드는 것이 취미. 곱슬 머리에는 일단 신경 쓰고 있다.
주위에서는 〈괴짜〉로 취급 되는 경우가 많아 본인도 그것을 자각하고 있는 부분이 있다. 기억력과 관찰력에서 추측해내는 힘이 뛰어나다. 본질을 찌른 이야기로, 또는 의도적으로 언변을 휘둘러 상대를 자극하여 화나게하거나 재치처럼 연기에 감아 버린다. 달관한 것처럼 보이는 아이 같은 곳이 있다. 이누도 가로에 의하면 사람의 버릇을 흉내내는 경향이 있다고 말한다. 목에서 가슴에 걸쳐 화상과 같은 큰 흉터가 있는데, 과거에 집안과 가족 관계에 있어 충격을 가지고 있다.작중에서는 “아버지가 싫다”라고 발언하는 등, 특히 아버지에 대해 강한 부정적인 감정이 있다.
오토베 카츠노리
순경. 기혼자. 자식에 대해선 팔불출이지만 최근 딸의 반항기에 고민하고 있다. 쿠노의 조사에서 “딸의 태도는 생물로서 자연스러운 반응으로 당신의 재배 방법은 틀리지 않다”고 말해, 독기를 빼낸 취조실을 뒤로 한다.
후로미츠 세이코
순경. 수사팀에서 자신의 존재에 있어 고민하고 있었지만, 〈쿠노에 아저씨들의 비리를 감시하는 위치〉라는 조언을 적극적으로 수사에 참여해 간다.
이케모토 유토
순경. 기혼자. 사가의 사건 이후에 아이가 태어났다. 이후 아내는 고개를 들지 않는 것 같아, 쿠노에게 상담을 온다.
아오토 나리아키
경사. 일단 원죄 사건을 일으킨 적이있다.(쿠노의 기억이고, 그 당시는 더 큰 부서에 있던 것 같다) 진실을 우직하게 추구하지만, 〈진실은 사람의 수만큼 있다. 경찰이 조사중인 사실〉이라고 설득한다.
야부 칸죠
경부보. 아내와 아이를 뺑소니로 잃은 적이 있지만, 당시 잠복 중이었기 때문에 임종을 보지 못했다. 일과는 다른 수사를 진행, 사가에 뺑소니를 일으켰다고 확신했다. 1년 전에 주운 쿠노 가족의 만능 열쇠를 복제한 것을 계기로 사가에 복수 계획을 실행에 옮긴다. 쿠노에 고발 된 죄를 인정한 후, 쿠노에게 가족의 임종을 희생한 형사라는 직업을 복수를 위해 버렸다는 사실을 내밀고는 격양한다.
이누도 가로
버스 납치의 주범 중 하나. 차내에서는 쿠마다 쇼라는 이름을 쓰고 있었다. 연쇄 생매장 살인 사건의 피해자 이누도 안즈의 오빠. 안즈가 마지막에 탄 것으로 보이는 버스 승객 중에는 범인이 있다고 생각하고, 용의자에 심문한 범인을 특정하려고 버스 납치를 계획했다.
이누도 오토야
버스 납치의 주범 중 하나. 가로의 사촌. 차내에 칼을 가져와 다른 승객을 위협하는 역할을 하고 있었다. 무너진다는 것을 자각하고 있다. 〈왜 사람을 죽여서는 안 되는가〉라는 질문에 대해 〈열등감의 반대〉라는 쿠노의 지적에 닥치는대로 덤비지만 하야에 의해 저지 당한다. 사건 해결 후 가로와 하야에 콤플렉스를 가지고 있었기 때문에 흥분해 있었다고 말했다.
이누도 하야
버스 납치의 주범 중 하나. 가로의 사촌. 차내에서는 사카모토 마사오라는 이름을 쓰고 있었다.
아와지 잇페이
버스 승객 1명. 편의점에서 아르바이트로 향하는 중이었다. 아르바이트를 하지 않는 것을 고민하고 있다. 괴롭힘을 당하고 있을 때 도둑을 강요당한 것으로부터 도벽으로 물건을 훔친 뒤 해고돼 버리기 때문. 사건 당일에 아즈의 가방에서 지갑을 훔친 것에 죄책감을 느끼고 있었다.
카시와 메구미
버스 승객 1명. 전업 주부. 정략 결혼했지만 결혼 전에 임신이 알려지고 남편 측에서 원치 않아 낙태. 이후 불임이 되어 버렸고, 불임 클리닉에 다니고 있다. 사건 당일 컨디션이 나빴던 아즈의 옷을 잡아끌려 끌려했지만 그 것을 무시했던 것에 죄책감을 느낀다.
츠유키 리라
버스 승객 1명. 작은 공장 회사원. 거짓말이 버릇으로, 승객들에게 〈실은 기자〉라고 거짓말을 했다.
나라자키 유키히토
버스 승객 1명. 대형 보험 회사의 전 임원. 정년 퇴직 후 봉사 활동을 하고 있지만, 오만한 성격에 답답해 하고 있다. 또한 정년 후 아내와 아이와 떨어져 있다.
고바야시 다이스케
버스 승객 1명. 무직. 할아버지의 병문안을 갈 뻔했다.
타바코모리 마코토
버스 운전사. 가로 일행으로부터 버스 납치에 협력한다. 깨끗한 것을 좋아하는 성격이지만, 보이지 않는 곳에 〈없어졌다〉라고 판단하는 집은 쓰레기를 보이지 않는 곳에 밀어넣을 뿐.
연쇄 생매장 살인 사건의 범인. 3개월 전, 종점 후에도 차량에 남아 있던 안즈를 몰래 갑작스런 브레이크의 충격으로 죽게 한다. 안즈를 〈보이지 않는 곳에〉 숨기기 위해 산에 메우려 한다. 그때 갑자기 안즈가 되살아 나지만, 겁이 난 나머지 그대로 묻어 버린다. 그 때의 몸의 떨림을 쾌감으로 느낀 나머지, 같은 수법으로 세 명을 생매장하고 있었다.

## 평가·반향
만화 신문의 회원들은 각각 “본격 서바이벌에 뛰어난 타무라 유미가 거기서 기른 깊은 지식과 구성력이 본작에서는 매우 활용되고 있다”며 “SF 만화의 거장인 타무라는 현대 일본을 그리고 일본 제일”이라고 긍정적으로 평가했다. MANGA ART HOTEL, TOKYO의 공동 대표인 미코시바가 마사요시는 회보의 특집 기사에서 이 작품을 만지고 “주인공이 사건을 해결할 뿐만 아니라 사람의 본질적인 개념조차 수습하는 서스펜스가 약한 사람들도 읽고 진행되는 작품이다”고 평했다. 잡지 〈다빈치〉의 2018년 8월호에서는 본작에 대해 이달의 플래티넘 책으로 소개했다. 편집장인 세키구치 야스히코는 “독자의 눈에 비치는 세계를 기울인 미스터리 작품이다”고 평했다.
2021년 7월 시점으로 누계 발행 부수는 900만부를 돌파하고 있다.

### 수상
| 년도   | 상                                         | 결과  | 출처  |
| ------ | ------------------------------------------ | ----- | ----- |
| 2018년 | 다빈치 2018년 8월호 〈이달의 플래티넘 책〉 | 수상  | [ 5 ] |
| 2019년 | 이 만화가 대단해! 2019 여자 편             | 제2위 | [ 6 ] |
| 2019년 | 만화 대상 2019                             | 제2위 | [ 7 ] |

## 서적 정보
타무라 유미 〈미스테리라 하지 말지어다〉 쇼가쿠칸 <플라워 코믹스 알파> 기간 12권 (2023년 1월 10일 기준)
- 1. 2018년 1월 10일 발매, ISBN 978-4-09-870029-5
  2. 2018년 5월 10일 발매, ISBN 978-4-09-870120-9
  3. 2018년 10월 10일 발매, ISBN 978-4-09-870204-6
  4. 2019년 2월 8일 발매, ISBN 978-4-09-870406-4
  5. 2019년 9월 10일 발매, ISBN 978-4-09-870542-9
  6. 2020년 2월 10일 발매, ISBN 978-4-09-870861-1
  7. 2020년 9월 10일 발매, ISBN 978-4-09-871103-1
  8. 2021년 3월 10일 발매, ISBN 978-4-09-871277-9
  9. 2021년 7월 9일 발매, ISBN 978-4-09-871400-1
  10. 2021년 12월 10일 발매, ISBN 978-4-09-871497-1
  11. 2022년 6월 10일 발매, ISBN 978-4-09-871690-6
  12. 2023년 1월 10일 발매, ISBN 978-4-09-871884-9

## 텔레비전 드라마
2022년 1월 10일 부터 3월 28일까지 후지 TV 계열 〈월 9〉 시간대에서 방송된 일본의 텔레비전 드라마이다. 주연은 본작이 월 9 첫 주연의 스다 마사키.

### 등장 인물 (드라마)

#### 주요 인물
- 쿠노 토토노우 - 스다 마사키[8]

본작의 주인공. 형사 역할을 하는 대학생.
- 후로미츠 세이코 - 이토 사이리[10]

신인 형사. 남성 위주의 경찰 조직에서 형사로서 자신에 한계를 느끼고 한때 사직도 생각하지만, 쿠노와의 만남으로 다시 의의를 내게 된다.

#### 그 외 인물
이웃 경찰서
- 후로미츠 세이코 - 이토 사리

- 이케모토 유우토 - 오노에 마츠야

- 아오토 나리쇼 - 츠츠이도 다카시

원작에서는 계급은 순사부장이지만 드라마판에서는 「경부」로 변경되고 있다.
- 사하시 켄스케 - 미시마 유타카

- 이리에 - 후루카와 코지

이누도 가족
- 이누도 가로 - 나가야마 에이타(제1화~제5화·제11화·최종화)

원작에서는 대학원생이라고 자칭하지만, 드라마판에서는 대학의 연구실에서 일하고 있다고 자칭하고 있다.
- 이누도 코야 - 쿠보타 유래(제1화~제3화·제11화·최종화)

- 이누도 오토야 - 아베 료헤이(제1화~제3화·제11화·최종화)

- 이누도 아이주 - 시라이시 마이(모두 회상 장면: 제2화·제3화·제11화·최종화)[57]

쿠노의 관계자
- 라이카 - 카도와키 무기 (제5화~10화)

- 텐타츠 하루오 - 스즈키 코스케 (제6화~제10화)

- 미요시 키와 - 미즈카와 아사미 (모두 회상 : 제7화~10화) (특별 출연)

### 제작진 (드라마)
- 원작 - 타무라 유미 〈미스터리라 하지 말지어다〉 (쇼가쿠칸 「월간 플라워스」연재)
- 각본 - 아이자와 토모코
- 연출 - 마츠야마 히로아키, 시나 슌스케, 아이자와 히데유키, 아베 히로유키
- 음악 - Ken Arai
- 프로듀서 - 쿠사가와 다이스케, 쿠마가이 리에
- 제작·저작 - 후지 TV

## 방영일·부제·시청률
| 제1화                                                      | 2022년 1월 10일 | 변신자의 대학생이 살인 용의, 진실은 사람의 수만 있다                             | 마츠야마 히로아키                            | 13.6% |
| 제2화                                                      | 2022년 1월 17일 | 이상한 버스 잭! 그 목적은 ...                                                    | 마츠야마 히로아키                            | 12.7% |
| 제3화                                                      | 2022년 1월 24일 | 마침내 버스 잭 해결 편! 범인은 누구야!?                                          | 마츠야마 히로아키                            | 13.2% |
| 제4화                                                      | 2022년 1월 31일 | 기억 상실의 폭탄 마, 폭탄은 어디로? 폭발을 막아라.                               | 시나다 슌스케                                | 13.3% |
| 제5화                                                      | 2022년 2월 7일  | 이상한 입원 생활! 22년 전 미해결 사건이 움직이기 시작                            | 마츠야마 히로아키                            | 10.0% |
| 제6화                                                      | 2022년 2월 14일 | 방화 살인에 숨어있는 어둠, 아이를 구하는 불꽃의 천사! 수수께끼의 여성의 목적은!? | 아베 히로유키 (공동 연출: 마츠야마 히로아키) | 10.2% |
| 제7화                                                      | 2022년 2월 21일 | 불꽃의 천사 편 완결! 불꽃의 천사의 정체란… 경악의 진실이 분명히                  | 마츠야마 히로아키                            | 12.3% |
| 제8화                                                      | 2022년 2월 28일 | 미스터리 나이트 개막! 죽일까? 죽일까?                                            | 아이자와 히데유키                            | 10.6% |
| 제9화                                                      | 2022년 3월 7일  | 미스터리 나이트 진상편! 은인을 죽인 것은 누구이다                                | 아이자와 히데유키                            | 11.6% |
| 제10화                                                     | 2022년 3월 14일 | 파이널 에피소드! 안녕, 라이카 씨 ...                                             | 마츠야마 히로아키                            | 12.0% |
| 제11화                                                     | 2022년 3월 21일 | 이야기는 드디어 클라이맥스에! 되살아나는 살인귀…                                 | 마츠야마 히로아키                            | 11.1% |
| 최종화                                                     | 2022년 3월 28일 | 편지에 숨겨진 비밀… 날뛰는 여동생의 죽음의 진상, 진실은 하나가 아니다            | 마츠야마 히로아키                            | 11.2% |
| 평균시청률 11.8% (시청률은 간토 지방·비디오 리서치사 조사) |                 |                                                                                  |                                              |       |

- 첫화는 21시 ~ 22시 24분의 30분 확대 방송.
- 최종화는 21시 ~ 22시 09분의 15분 확대 방송.

특별편
| 각화   | 방송일         | 부제                                     | 연출              | 시청률 |
| ------ | -------------- | ---------------------------------------- | ----------------- | ------ |
| 특별편 | 2022년 9월 9일 | 천연 파마의 수다스러운 대학생이 돌아온다 | 마츠야마 히로아키 | 10.3%  |

- 토요일 프리미엄 시간대(21시 ~ 23시 25분)으로 방송.

## 극장판
위 TV 드라마의 극장판으로 제작·공개됐다. 원작 코믹스 2 ~ 4권으로 전개되는 통칭 「히로시마 편」이 원작. 2023년 9월 15일에 공개되었다.

### 출연 (극장판)
- 쿠노 토토노우 - 스다 마사키

주인공.
- 카리아츠마리 시오지 - 하라 나노카 (유년기: 카와다 아키)

히로인. 카리아츠마리 가(家)의 유산 상속 후보자 중 한 명. 토토노우를 유산 상속 사건에 말려 들어가게 하는 고교생.
- 쿠루마자카 아사하루 - 마츠시타 쇼헤이

카리아츠마리 가(家) 변호사의 손자이며, 자신도 변호사를 목표로 하고 있다. 시오지의 첫사랑 상대.
- 카리아츠마리 리키노스케 - 마치다 케이타

임상 검사 기사. 시오지, 유라노 사촌에서 사냥꾼의 유산 상속 후보자 중 한 명
- 하사카베 네오 - 하기와라 리쿠

직장인. 시오지, 유라, 리키노스케의 사촌으로 카리아츠마리 가(家)의 유산 상속 후보자 중 한 명.
- 아카미네 유라 - 시바사키 코우

시오지 사촌으로 카리아츠마리 가(家)의 유산 상속 후보자 중 한 명. 전업 주부
- 카리아츠마리 나나에 - 스즈키 호나미

시오지의 어머니.
- 카리아츠마리 와타루 - 타키토 켄이치

시오지의 아버지. 8년 전에 교통사고 사망했다.
- 아카미네 잇헤이 - 노마구치 토오루

유라의 남편.
- 코이누마 마리코 - 마츠자카 케이코

시오지의 죽은 할아버지, 코우키의 사촌.
- 마카베 군지 - 카도노 타쿠조

카리아츠마리 가(家) 고문 세무사
- 쿠루마자카 요시에 - 단타 야스노리

카리아츠마리 가(家) 고문. 카리아츠마리 아사하루의 할아버지.
- 시바 카츠미 - 덴덴

히로시마현 경의 형사. 8년 전의 교통사고를 담당
- 이누도 가로 - 나가야마 에이타

어떤 사건으로 정과 만난 수수께끼의 청년. 시오지에 토토노우를 소개한다.
- 아오토 나리아키 - 츠츠이도 다카시
- 이케모토 유토 - 오가미 마츠야
- 후로미츠 세이코 - 이토 사이리

이웃 경찰서 일계에서 유일한 여성 경찰.
- 아카미네 사치 - 아키야마 카나

아카미네 유라의 딸.
- 하사카베 나가코 - 이와바시 미치코

하사카베 네오의 어머니. 고인.
- 오타카 아키라

아카미네 유라의 아버지.
- 키미하라 나츠코 - 마츠시마 나나코

파워 스톤 액세서리 디자이너. 에도막부 말기에 현재의 사냥꾼이 집을 탈취했을 때에 사용인들이 놓치고 유일하게 살아남은 당주 부부의 어린 외동딸의 후손이며, 카리아츠마리 가(家)의 정통한 후예이다. 카리아츠마리 가(家)로부터 도망칠 때 그녀가 가지고 도망친 인형은 조상 대대로 그녀의 피를 당기는 일족의 장녀가 계승하고 있어 현재는 그녀가 계승하고 있다.
- 미야지마야키의 가마모토 - 키바 카츠미
- 사카키 유키나가 - 이시바시 렌지

시오지의 할아버지. 고인. 유언서로 시오지에게 주제를 낸다.
- 타카다 칸지 - 댄디 사카노

코이누마 마리코의 동생. 이야기의 열쇠가 된다.
- 『귀신의 집』을 상연한 극단 주재자 - 슌푸테이 쇼타
- 『귀신의 집』 낭독극 내레이션 - 마츠모토 와카나 (목소리 출연)
- 카리아츠마리 사토시 - 가마타 테츠

카리아츠마리 리키노스케의 아버지. 고인.
- 야기시타 유키에 - 요시자와 토모미

아카미네 유라의 어머니. 고인.
- 히로세 나가유키

하사카베 네오의 아버지.
- 후쿠다 미키코

카리아츠마리 리키노스케의 어머니.
- 형사 - 아즈하타 마사카즈

히로시마현 경의 형사.
- 아나운서 - 사사키 노조 (목소리 출연)

### 스태프 (영화)
- 원작 - 타무라 유미 〈미스터리라 하지 말지어다〉 (쇼가쿠칸 『월간 플라워즈』 연재 중)
- 감독 - 마츠야마 히로아키
- 각본 - 아이자와 유코
- 제작 - 오타 료, 사와베 신마사, 와타나베 만유미, 이치카와 미나미
- 제작 총괄 - 우스이 유사
- 프로듀서 - 구사가야 다이스케, 노자리, 타니가 나츠키
- 음악 - Ken Arai[140]
- 주제가 - King Gnu 〈硝子窓〉 (소니 뮤직 레이블)
- 삽입곡 - King Gnu 〈カメレオン〉 (소니 뮤직 레이블)
- 촬영 - 마다라메 시게토모
- 조명 - 시미즈 토모
- 편집 - 히라카와 마사하루
- 녹음 - 우진
- 미술 - 아베키 요지, 미야가와 타쿠야
- 장식 - 마츠시타 리히데
- 음향 효과 - 카와타니 타카히로
- VFX 수퍼바이저 - 노자키 히로지
- 조감독 - 시네다 슌스케
- 제작 담당 - 다케이 마사키
- 제작 - 후지 TV, 쇼가쿠칸, 탑코트, 도호, FNS27사
- 제작 프로덕션 - 오피스 크레센드
- 배급 - 도호